# Polydactylus
Polydactylus es un género de peces perteneciente a la familia de los barbudos.

## Descripción
- Cuerpo alargado y comprimido.
- Hocico corto, cónico y translúcido.
- Boca de tamaño moderado con labio inferior pero ausencia del labio superior.
- ojos grandes.
- preopérculo liso
- Dos aletas dorsales bien separadas.
- Aleta caudal bifurcada.
- Aleta pectoral dividida en dos secciones: la inferior por debajo de las branquias.
- Aletes pélvicas por debajo de la aleta dorsal.
- escamas ásperas.[5]

## Distribución geográfica
Son especies circumtropicales.

## Especies
Este género contiene las siguientes especies:
- Polydactylus approximans (Lay & Bennett, 1839)[7]
- Polydactylus bifurcus (Motomura, Kimura & Iwatsuki, 2001)[8]
- Polydactylus longipes (Motomura, Okamoto & Iwatsuki, 2001)[9]
- Polydactylus luparensis (Lim, Motomura & Gambang, 2010)[10]
- Polydactylus macrochir (Günther, 1867)[11]
- Polydactylus macrophthalmus (Bleeker, 1858)[12]
- Polydactylus malagasyensis (Motomura & Iwatsuki, 2001)[13]
- Polydactylus microstomus (Bleeker, 1851)[14]
- Polydactylus mullani (Hora, 1926)[15]
- Polydactylus multiradiatus (Günther, 1860)[16]
- Polydactylus nigripinnis (Munro, 1964)[17]
- Polydactylus octonemus (Girard, 1858)[18]
- Polydactylus oligodon (Günther, 1860)[16]
- Polydactylus opercularis (Gill, 1863)[19]
- Polydactylus persicus (Motomura & Iwatsuki, 2001)[13]
- Polydactylus plebeius (Broussonet, 1782)[20]
- Polydactylus quadrifilis (Cuvier, 1829)[21]
- Polydactylus sexfilis (Valenciennes, 1831)[22]
- Polydactylus sextarius (Bloch & Schneider, 1801)[23]
- Polydactylus siamensis (Motomura, Iwatsuki & Yoshino, 2001)[24]
- Polydactylus virginicus (Linnaeus, 1758)[25][26][27][28][29][30][31]